# L'amore che non muore (film 2024)
L'amore che non muore (L'Amour ouf) è un film del 2024 diretto da Gilles Lellouche.
Adattamento cinematografico del romanzo di Neville Thompson Jackie Loves Johnser OK? (1997), ha per protagonisti Adèle Exarchopoulos e François Civil. Presentato in concorso al Festival di Cannes, è stato un successo al botteghino francese, dov'è stato visto da circa 5 milioni di spettatori, e candidato a 13 premi César.

## Trama
Negli anni ottanta, gli adolescenti Jackie e Clotaire vivono un turbolenta e appassionata storia d'amore nonostante le loro differenze di classe e d'indole. Uscito di prigione dopo avere scontato 12 anni per un crimine che non ha commesso, Clotaire cerca disperatamente di ricongiungersi con Jackie, ma lei ormai si è sposata e sembra aver voltato per sempre le spalle al loro passato insieme.

## Produzione

### Sviluppo
Il film era stato caldeggiato da Gilles Lellouche per la prima volta nel 2013, descrivendolo come "una commedia romantica ultraviolenta" e un misto tra Scorsese, Tarantino e West Side Story. Era stato Benoît Poelvoorde a fargli conoscere il romanzo e suggerirgli di trarne un film. Lellouche aveva quindi cominciato a scrivere la sceneggiatura assieme a lui, ma il tentativo non aveva dato i frutti sperati. Ha poi resuscitato il progetto nel 2019, coinvolgendo Audrey Diwan nella stesura della sceneggiatura.
Il film ha goduto di un budget di 35 milioni di euro, diventando il maggior investimento di sempre per StudioCanal in Francia.

### Riprese
Le riprese sono cominciate il 9 maggio 2023. Sono durate 88 giorni nel corso di 18 settimane. Si sono concluse il 15 settembre 2023. Si sono svolte in varie località della Francia, come Villeneuve-d'Ascq, Dunkerque, Lilla, Douai, Valenciennes, Cambrai, Avesnes-sur-Helpe, Calais, Saint-Omer, Lens, Béthune, Arras, Boulogne-sur-Mer e Montreuil-sur-Mer, ma anche in Belgio, come l'Instituto Saint-Henri Comines di Comines-Warneton.

### Post produzione
Lellouche ha continuato a montare il film dopo la sua presentazione a Cannes, tagliando una scena di ballo e due sequenze che a suo dire rendevano «un po' troppo antipatico» il personaggio di Clotaire, accorciando quindi di 5 minuti il film dai 166 iniziali in vista della sua uscita in sala.

## Colonna sonora
Musiche di Jon Brion; edizioni musicali L'R Du TrésoR.
1. L'Amour ouf (Opening) – 1:25
2. Make Up, School and Flamby – 1:45
3. First Time, First Eclipse – 3:21
4. Guilty – 1:43
5. Jackie and Jeffrey – 1:15
6. Clotaire Is Back – 4:11
7. Second Eclipse – 1:56
8. Meet the Mother – 1:31
9. Lionel's Death – 1:34
10. Clotaire and Jackie – 2:49
11. L'Amour ouf (Musical) – 2:53

Durata totale: 24:23
Oltre alle musiche originali di Brion, la colonna sonora del film contiene brani di artisti francesi e internazionali del periodo in cui si svolge la vicenda, tra anni '70 e '90: Au pays des merveilles de Juliet di Yves Simon, Child in Time dei Deep Purple, D'aventures en aventures di Serge Lama, Emmanuel di Michel Colombier, Eyes Without a Face di Billy Idol, A Forest dei Cure, Rock'n Roll dei Daft Punk, J'aime regarder les filles di Patrick Coutin, Je ne veux pas rentrer chez moi seule dei Regrets, Nothing Compares 2 U di Sinéad O'Connor, Madame di Claude Barzotti, Made You Look di Nas e Mes Mains di Gilbert Bécaud. Lellouche ha dovuto rinunciare a inserire Never Tear Us Apart degli INXS e Year of the Cat di Al Stewart perché i diritti d'autore erano troppo onerosi da pagare.

## Promozione
Il teaser trailer del film è stato diffuso online il 20 agosto 2024, seguito dal trailer il 10 settembre.

## Distribuzione
Il film è stato presentato in anteprima il 23 maggio 2024 in concorso al 77º Festival di Cannes e distribuito nelle sale francesi da StudioCanal dal 16 ottobre 2024 e in quelle italiane da Lucky Red dal 5 giugno 2025.

## Accoglienza

### Incassi
In Francia, il film ha totalizzato 4,9 milioni di spettatori, per un incasso di oltre 38 milioni di euro. È stato il 5º maggior incasso dell'anno in Francia, superando 7 uomini a mollo (2018) come maggior incasso nella carriera del regista e della divisione francese di StudioCanal.

### Critica
Il titolo si allontana da L'Amour fou di André Breton e da quello di Jacques Rivette attraverso una rotazione delle lettere (L'Amour ouf), che in realtà vi rimanda, sottilmente. Su Cahiers du cinéma Charlotte Garson scrive che «Nel film le prove d'amore sostituiscono i sentimenti, in situazioni di violenza psichica sensualizzata ma senza emozione», ma «Fortunatamente non c'è che l'amore a far volteggiare la camera intorno a personaggi al crepuscolo.»

## Riconoscimenti
- 2024 - Festival di Cannes
  - In concorso per la Palma d'oro
- 2025 – Premio César[26][27]
  - Migliore attore non protagonista ad Alain Chabat
  - Candidatura per il miglior regista a Gilles Lellouche
  - Candidatura per il migliore attore a François Civil
  - Candidatura per la migliore attrice ad Adèle Exarchopoulos
  - Candidatura per la migliore attrice non protagonista a Élodie Bouchez
  - Candidatura per la migliore promessa maschile a Malik Frikah
  - Candidatura per la migliore promessa femminile a Mallory Wanecque
  - Candidatura per la migliore fotografia a Laurent Tangy
  - Candidatura per il miglior montaggio a Simon Jacquet
  - Candidatura per la migliore musica a Jon Brion
  - Candidatura per la migliore scenografia a Jean-Philippe Moreaux
  - Candidatura per i migliori costumi a Isabelle Pannetier
  - Candidatura per il miglior sonoro a Cédric Deloche, Gwennolé Le Borgne, Jon Goc e Marc Doisne
- 2025 – Premio Lumière[28]
  - Candidatura per la migliore promessa maschile a Malik Frikah